# Кирибати на Светском првенству у атлетици на отвореном 2023.
Кирибати су учествовали на 19. Светском првенству у атлетици на отвореном 2023. одржаном у Будимпешти од 19. до 27. августа тринаести пут. Репрезентацију Кирибата представљао је један атлетичар који се такмичио у трци на 100 метара ,.
На овом првенству такмичар Кирибати није освојио ниједну медаљу али је остварио свој најбољи резултат сезоне.

## Учесници
Мушкарци: 
- Тауро Тиаон — 100 м

## Резултати

### Мушкарци
| Атлетичар   | Дисциплина | Лични рекорд | Предтакмичење | Предтакмичење | Квалификације        | Квалификације        | Полуфинале           | Полуфинале           | Финале               | Финале       | Детаљи |
| Атлетичар   | Дисциплина | Лични рекорд | Резултат      | Место         | Резултат             | Место                | Резултат             | Место                | Резултат             | Место        | Детаљи |
| ----------- | ---------- | ------------ | ------------- | ------------- | -------------------- | -------------------- | -------------------- | -------------------- | -------------------- | ------------ | ------ |
| Тауро Тиаон | 100 м      |              | 12,00 ЛР      | 7. у гр. 1    | Није се квалификовао | Није се квалификовао | Није се квалификовао | Није се квалификовао | Није се квалификовао | 26 / 71 (75) |        |